# Aixurdan II
Aixurdan II o Aššur-dan II va ser rei d'Assíria, aproximadament entre el 935 aC i el 912 aC amb un regnat de 23 anys. Segons diu la Llista dels reis d'Assíria, era fill de Teglatfalassar II al que va succeir a la seva mort.
El regne era relativament petit, centrat a la capital Nínive i no s'estenia cap a la baixa Mesopotàmia. Els territoris al nord pagaven el tribut de manera irregular, i només quan se'ls reclamava militarment. Les millors terres de l'alta Mesopotàmia havien passat a mans dels arameus.
Des de la pujada al tron va concentrar els seus esforços en reforçar a Assíria dins de les seves fronteres naturals, des del massís de Tur Abidin a les muntanyes darrere d'Arbela. Va construir edificis en totes les províncies, va assentar poblacions desplaçades en diversos llocs i va fundar noves ciutats posant en cultiu noves terres, i encoratjant els cultius per tot el territori augmentant la producció de gra i originant una notable expansió econòmica que li van permetre invertir en carros de combat i en l'exèrcit. Les tauletes recuperades parlen també de grans expedicions on es caçaven lleons o braus salvatges entre altres animals. A Assur va fer restauracions de temples, palaus i portes.
La trobada fa pocs anys de part dels seus annals permet reconstruir en termes generals el seu regnat: al nord, Aixurdan I va derrotar el rei de Kadmuhu, a qui va matar i va penjar la seva pell a les muralles d'Arbela; va fer en aquesta campanya un ric botí de bronze i pedres precioses; a l'oest va derrotar els arameus i va combatre grups d'aquest poble a la zona de les muntanyes de Musri (moderna Jebek Maklub), al nord-oest de Nínive, i va recuperar diversos territoris que abans havien estat assiris; va pacificar les terres frontereres de l'est assegurant el comerç amb l'altiplà iranià.
A la seva mort el va succeir el seu fill Adadnirari II, segons la Llista dels reis d'Assíria.